# 16552 Sawamura
16552 Sawamura este un asteroid din centura principală de asteroizi.

## Descriere
16552 Sawamura este un asteroid din centura principală de asteroizi. A fost descoperit pe 16 septembrie 1991 la Kitami de Kin Endate și Kazuro Watanabe. Asteroidul prezintă o orbită caracterizată de o semiaxă mare de 2,42 ua, o excentricitate de 0,13 și o înclinație de 2,5° în raport cu ecliptica.